# リカルド・オチョア
リカルド・オチョア・パラシオス（バスク語: Riardo Otxoa Palacios、1974年8月30日 - 2001年2月15日）は、スペイン・バスク地方のビスカヤ県バラカルド出身の自転車競技選手。2001年2月15日の練習中に交通事故死した。ハビエル・オチョアは双子の兄。

## 経歴
1974年8月30日にバスク地方のビスカヤ県バラカルドに生まれた。双子の兄にハビエル・オチョアがいる。1996年にオンセとプロ契約を交わし、1998年まで同チームに所属した。1999年には再びアマチュア選手となったが、2000年にはケルメ・コスタ・ブランカと契約し、兄のハビエル・オチョアと同じチームとなった。ジロ・デ・イタリア 2000では全体42位となった。
2001年2月15日、リカルド・オチョアと兄のハビエル・オチョアはマラガ近郊で練習していた際に自動車にはねられ、リカルドは即死した。26歳だった。ハビエルは昏睡状態に陥ったものの、やがて意識が戻った。ハビエルは2004年のアテネパラリンピックと2008年の北京パラリンピックに出場し、金メダル2個と銀メダル2個を獲得している。
故郷のバラカルドに近いゲチョを舞台とするシルクイト・デ・ゲチョは、2001年から大会名に「リカルド・オチョア記念」を冠している。

## 成績
- 1999年
ボルタ・ア・リェイダ（英語版） 3位
- 2000年
GPリョディオ（英語版） 3位